# بانی عبیدی
بانی عبیدی (انگلیسی: Bani Abidi؛ زادهٔ ۱۹۷۱ (۵۳–۵۴ سال)) عکاس و هنرمند معاصر زن اهل پاکستان است. او نمایشگاه‌های متعدد برگزار و در عمده آثارش بر مسائل سیاسی تمرکز کرده است. او از هنر عکس و فیلم استفاده می‌کند تا نظرات و انتقاداتش در مورد سیاست و فرهنگ فعلی را بیان کند.
بانی عبیدی در سال ۱۹۹۴، در زمینه نقاشی و چاپ از کالج ملی پاکستان فارغ‌التحصیل شد و در سال ۱۹۹۹، مدرک کارشناسی ارشد خود را از مؤسسه هنر شیکاگو، ایالات متحده آمریکا دریافت کرد. بانی از سال ۲۰۰۳ در نمایشگاه‌ها و نمایش‌های گروهی شروع به شرکت کرد و نمایشگاه‌های انفرادی خود را از سال ۲۰۰۶ برپا کرد. او تاکنون به بیش از ۸۰ نمایشگاه و نمایش گروهی در سراسر جهان پیوسته و ۱۲ بار نمایشگاه انفرادی خود را برگزار کرده است.